# Jan Towarnicki (sędzia)
Jan Towarnicki herbu Sas (ur. ok. 1831, zm. 11 stycznia 1902 w Sanoku) – sędzia.

## Życiorys

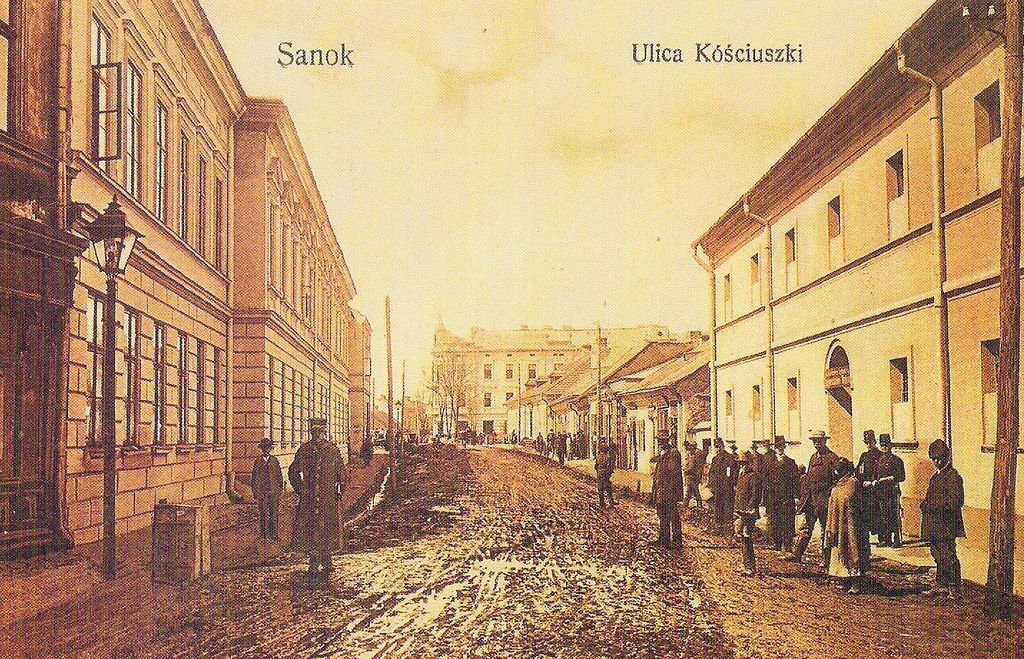
Budynek Sądu w Sanoku (po lewej) na początku XX wieku

Urodził się około 1831. Był wyznania greckokatolickiego.
Wstąpił do służby sądowniczej Austro-Węgier w ramach zaboru austriackiego. Od około 1856 do około 1858 jako auskultant C. K. Wyższego Sądu Krajowego we Lwowie był przydzielony do C. K. Sądu Krajowego we Lwowie. Od około  1858 do około 1860 był prowizorycznym aktuariuszem (protokolantem) w C. K. Sądzie Powiatowym w Rudkach. Następnie pracował na stanowisku adjunkta: od około 1860 w C. K. Sądzie Krajowym we Lwowie, od około 1863 w C. K. Sądzie Powiatowym w Dobromilu, od około 1864 w C. K. Sądzie Powiatowym w Rawie, a na przełomie 1867/1868 był samodzielnym adjunktem w prowizorycznym C. K. Sądzie Powiatowym w Niemirowie. W 1868 został mianowany sędzią C. K. Sądu Powiatowego w Kałuszu i piatował posadę do około 1869. Od 1869 do około 1874 był sędzią w C. K. Sądzie Powiatowym w Jaworowie. Od 1874 do 1876 sprawował stanowisko radcy w C. K. Sądzie Obwodowym w Przemyślu.
Na skutek własnego podania w połowie 1876 został mianowany sędzią C. K. Sądu Powiatowego w Sanoku z pozostawieniem tytułu i charakteru radcy sądu krajowego, po czym pełnił urząd w kolejnych latach. Jako naczelnik tego sądu w 1884 udał się wraz z burmistrzem Sanoka Cyrylem Jaksą Ładyżyńskim w delegacji władz miejskich do Wiednia, co skutkowało utworzeniem Sądu Obwodowego w Sanoku, funkcjonującego od 1 września 1887 w budynku-gmachu przy ulicy Tadeusza Kościuszki 3. Posiadając tytuł i charakter radcy sądu krajowego w Sanoku w sierpniu 1887 został mianowany radcą sądu krajowego dla Sanoka pozostając w tym charakterze w kolejnych latach przy Sądzie Obwodowym w Sanoku, jednocześnie pełniąc funkcję przełożonego delegatury sądu powiatowego, od około 1888 do 1897. 11 listopada 1884 otrzymał tytuł honorowego obywatelstwa Sanoka za starania o ustanowienie C. K. Sądu Obwodowego w Sanoku. Pracując jako radca C. K. Sądu Obwodowego w Sanoku, w dniu 1 grudnia 1895 obchodził jubileusz 40-lecia służby sędziowskiej (z tego okresu połowę przepracował w Sanoku). Po przeniesieniu w stan spoczynku na początku 1897 władca Austro-Węgier Franciszek Józef I nadał radcy sądu krajowego w sądzie obwodowym w Sanoku Janowi Towarnickiemu tytuł i charakter radcy wyższego sądu krajowego wraz z uwolnieniem od taksy.
W 1881 został wybrany radnym miasta Sanoka z I koła wyborczego. Został członkiem Rady c. k. powiatu sanockiego, wybrany z grupy gmin miejskich około 1881 i od około 1883 był zastępcą członka wydziału. W Sanoku od około 1879 do około 1885 był przewodniczącym jednego galicyjskich wydziałów miejscowych pierwszego powszechnego Stowarzyszenia Urzędników Monarchii Austro-Węgierskiej. Był członkiem sanockiego gniazda Polskiego Towarzystwa Gimnastycznego „Sokół” (1890-1891), członkiem sanockiego biura powiatowego Stowarzyszenia Czerwonego Krzyża mężczyzn i dam w Galicji.
Po przejściu na emeryturę zamieszkiwał w Sanoku. Tam zmarł 11 stycznia 1902 w wieku 70 lat. Został pochowany 12 stycznia 1902. Jego żoną była Paulina (zm. 1 października 1903 w Sanoku w wieku 58 lat).